# 藤堂家はカミガカリ
『藤堂家はカミガカリ』（とうどうけはかみがかり）は、高遠豹介による日本のライトノベル。イラストは油谷秀和が担当。電撃文庫（メディアワークス→アスキー・メディアワークス）より2008年2月から刊行されている。第14回電撃小説大賞銀賞受賞作（応募時のタイトルは『押しかけラグナロク』）。

## ストーリー
異世界・ハテシナの住人であるタケシロとアマギリは、ある任務のために人間界へとやってきた。その任務とは、いじめられっ子の少年・藤堂周慈の護衛。二人は建代神一郎・天霧美琴と名乗り、周慈と双子の姉・春菜が住む家に押しかけ同然で居候することになる。

## 登場人物

### 藤堂家に暮らす人々
タケシロ/建代 神一郎（たけしろ しんいちろう）
日本勢力に所属するハテビト。「神一郎」の名は美琴によるもので、「ハテビトは人間界では神のような存在（これに関しては後述）」であることと「日本人だから『一郎』」という理由。
美琴とともに周慈の護衛任務のため人間界へとやってきた。その任務に端を発する騒動の後、一度はハテシナへ帰還するも「日本へやってきた他勢力への迅速な対応」を口実に再び藤堂家へ帰ってくる。
非常にぶっきらぼうな物言いをするが、実際は情に厚い性格。殊に春菜と周慈の姉弟には家族同然の思い入れを持っている。美琴のボケやカラ助の余計な言動には厳しいツッコミ（時には実力行使に出ることも）を入れるが、戦闘時のパートナーとしては強く信頼している。
ハテシナでも一人暮らしをしていたためか家事スキルが高く、普段は藤堂家の専業主夫状態。
かつて任務で人間界へ来たことがあり、その際に春菜と因縁がある。この任務の後、自宅の庭に刺さっていた三大武具（ジンギ）の一つ、クサナギを振るう。
アマギリ/天霧 美琴（あまぎり みこと）
神一郎と同じ任務で人間界へやってきた日本勢力所属のハテビト。「美琴」の名は自ら「響きで」（本人談）つけた。
「よく食べ、よく笑い、よく眠る」を地で行く快活な性格だが、同時に面白そうなことには首を突っ込まずにいられないタイプ。事ある毎に神一郎と春菜の関係を茶化して痛い目に遭うこともしばしばだが、懲りる気配は微塵もない。また頭を使うのは苦手なようで、神一郎からはよくバカ扱いされている。
藤堂家では周慈の「師匠」として護身術（格闘術）を教えている。戦闘時の武器はデッキブラシだが、時として常識はずれの英力をもってクサナギやグングニルなどのイルフィニを振るったこともある（それでも戦闘のプロである神一郎に言わせれば、英力にむらがあり過ぎて現状ではイルフィニは合わないそうだ）。
大のゲーム好きで、ハテシナではオンラインRPG、人間界でも格闘ゲームなどに興じている。ちなみに神一郎も美琴も、人間界での主な稼ぎ口はヤンキー狩り。
藤堂 春菜（とうどう はるな）
神一郎と春菜の護衛対象・周慈の双子の姉。中学2年生。高級住宅街の中でも高級な家に住む。
3年前に交通事故で両親と下半身の自由を失い、以後車椅子での生活を余儀なくされている。押しかけてきた身元不明の居候二人に対し、当初は不審の目を隠そうともしなかったが徐々に打ち解けていく。
姉弟二人きりの暮らしを続けてきたためか芯の強い少女だが、反面辛いことも自分の中に押さえ込んでしまいがちなところがある。
神一郎に想いを寄せているような描写が刊を追うにつれて増えているが、3年前の事故に神一郎、そしてハテシナの事情が絡んでいることは全く知らない。
藤堂 周慈（とうどう しゅうじ）
春菜の双子の弟。神一郎と美琴が彼の護衛任務を与えられることから本作は始まる。
生まれつき不治の病に冒されていたが、3年前に快癒している（春菜の事故はこの快気祝いに向かう途中のこと）。もともと病弱だった上に両親の不在と気弱な性格が重なって校内の不良からカツアゲのカモにされていたが、突然やってきた美琴の指導を受けて彼らを喧嘩で撃退。以降は少しずつではあるが人間としても成長し、友人も増えている様子。
実は持病が快癒したのはハテシナ・日本勢力が誇る三大武具（ジンギ）の一つヤサカニによるもの。その存在を秘匿するのがハテシナから戻ってきた神一郎達の目的でもある。

### その他のハテビト

#### 日本勢力
アマテラス/天野 照子（あまの てるこ）
日本勢力の伝説的存在・三貴子の一人。ある目的のため、神一郎と美琴に周慈の護衛任務を与えたのも彼女。強固な不可視の壁を生み出す三大武具（ジンギ）・ヤタノカガミと伸縮自在の刃を持つ刀のイルフィニ・鬼切丸を持つ。
かなりのネットゲーマー。
ツクヨミ
アマテラスの弟にして三貴子の一人。かつての事件で消息不明とされていたが、姉の目的を果たすために身を隠していた。
スサノオ
アマテラスの弟にして三貴子の一人だったがかつての事件で殉職。原因も分かっていない。三大武具（ジンギ）・クサナギを神一郎に託した人物でもある。
ホウジ
2巻に登場。偶然から命を狙われ、カラ助を頼りに人間界へ逃げ込んできた。
英力探知もできるアフロヘアーとディスコダンサーのような服装をしているが、神一郎の頭上に乗れるほど小柄。
振った瞬間の感情を増幅させるイルフィニ・ウチデノコヅチを所有していたため、藤堂家で騒動を引き起こす。
カラ助
｢ハテシナの空を駆けるブラックフェザー」を自称する三本足のカラス。本名は別にあるようだが名乗ろうとすると邪魔されるのがお約束。
ハテシナと人間界を往復する連絡役だが、余計な一言を吐いては神一郎や美琴に脅されたり吹っ飛ばされたりする不遇な存在。

#### 北欧勢力
レッテ
北欧勢力・ヴァルディア一番隊の隊長。小柄な体躯にランドセルと小学生のような容姿をしている。
非常に堅苦しい話し方をする生真面目な性格。一度は神一郎達と敵対するが、瀕死の重傷を負ったところを春菜に助けられて以後、共闘することもしばしば。
1巻の初登場時は大型の槍グングニル、3巻の再登場時には炎の剣レバンテインを使う。
クサナギとヤサカニの在り処を知る数少ない人物。ちなみに1巻の表紙を飾っているのは彼女。
デルトール
北欧勢力の中でも上位のハテビト。金髪でスーツを着崩したホストのような格好をしている。
クールに決めている割には言葉を噛んだときに頬を赤く染めるなど意外な一面をみせる。
登場時には黄金に輝く巨大なハンマーのミョルニルを使う。
実はかなりのネットゲーマーで「アリス」というキャラクターで女性キャラを演じているネカマ。
ミリカ
3巻でレッテと共にやってきたヴァルディアの隊員。茶髪のポニーテールで見た目は高校生くらいの体躯である。
5度寝をしてしまうほど気の抜けた性格だが、頭の回転が速い。
使用武器は2本の短剣だが、イルフィニではない。

#### 吸血鬼勢力
エミュレット・カーナー
吸血鬼勢力の尖兵として度々登場する少女。周慈に何かを感じとり、彼を攫って調べようとするが必ず失敗する。
口にした四字熟語やコスプレで自身の英力を変化させる特性を持つが、美琴と同じレベルの単細胞、つまりバカのため最終的に自滅するのが定番。
コスプレ姿で3巻の表紙を飾る。
キリドル
吸血鬼勢力の長。通称「伯爵」。見た目から声までとにかくダンディーだが、糖尿病に椎間板ヘルニア、さらには口内炎と持病が多い。
傷つけた相手の英力を奪うイルフィニ、ジャック・ザ・リッパーを持つ。

### その他の人物
高嶋 沙紀（たかしま さき）
春菜のクラスメートで親友。神一郎達が来るまでは彼女のことをよく助けていた。
『面白ければそれで良し』をモットーにしている快活な少女で、美琴とは馬が合う。
実は人間とハテビトのハーフ（母・伊乃が元日本勢力のハテビト）で、そのために戦いに巻き込まれたことも。

## 用語
ハテシナとハテビト
人間界とは異なる世界・ハテシナの住人のことをハテビトと呼ぶ。
基本的に人間界からハテシナが見えることはないのだが、稀におぼろげながら見えることがあり、それを記述したものが作中の人間界における神話・伝説である（そのため、作中のハテビトやイルフィニには読者にも聞き覚えのある名が多数登場する）。
基本的にハテシナと人間界に差はないが、ハテビトと普通の人間には英力の有無という大きな違いがある。
現在、各勢力が鎬を削る争いの最中で、どの勢力も強力なイルフィニを欲している。
英力（えいりょく）
ハテビトがその体内に持つ不思議な力。体力の増強や怪我の回復に使用する。また、英力を紙片に込め、破ることで特定の効果を発揮する英符（えいふ）というものも存在する。
イルフィニ
ハテシナに存在する数々の武具のうち、量産ができない希少なもののこと。
クサナギやグングニルのような強力な武器からウチデノコヅチのように戦闘には全く役立たないものまで、バリエーションは非常に豊か。

## 既刊一覧
- 高遠豹介（著）・油谷秀和（イラスト） 『藤堂家はカミガカリ』 メディアワークス→アスキー・メディアワークス〈電撃文庫〉、既刊3巻（2008年9月10日現在）
  1. 2008年2月25日初版発行（2月10日発売[2]）、ISBN 978-4-8402-4164-9
  2. 2008年5月10日初版発行（同日発売[3]）、ISBN 978-4-04-867064-7
  3. 2008年9月10日初版発行（同日発売[4]）、ISBN 978-4-04-867215-3